# Tiràs per a la pols

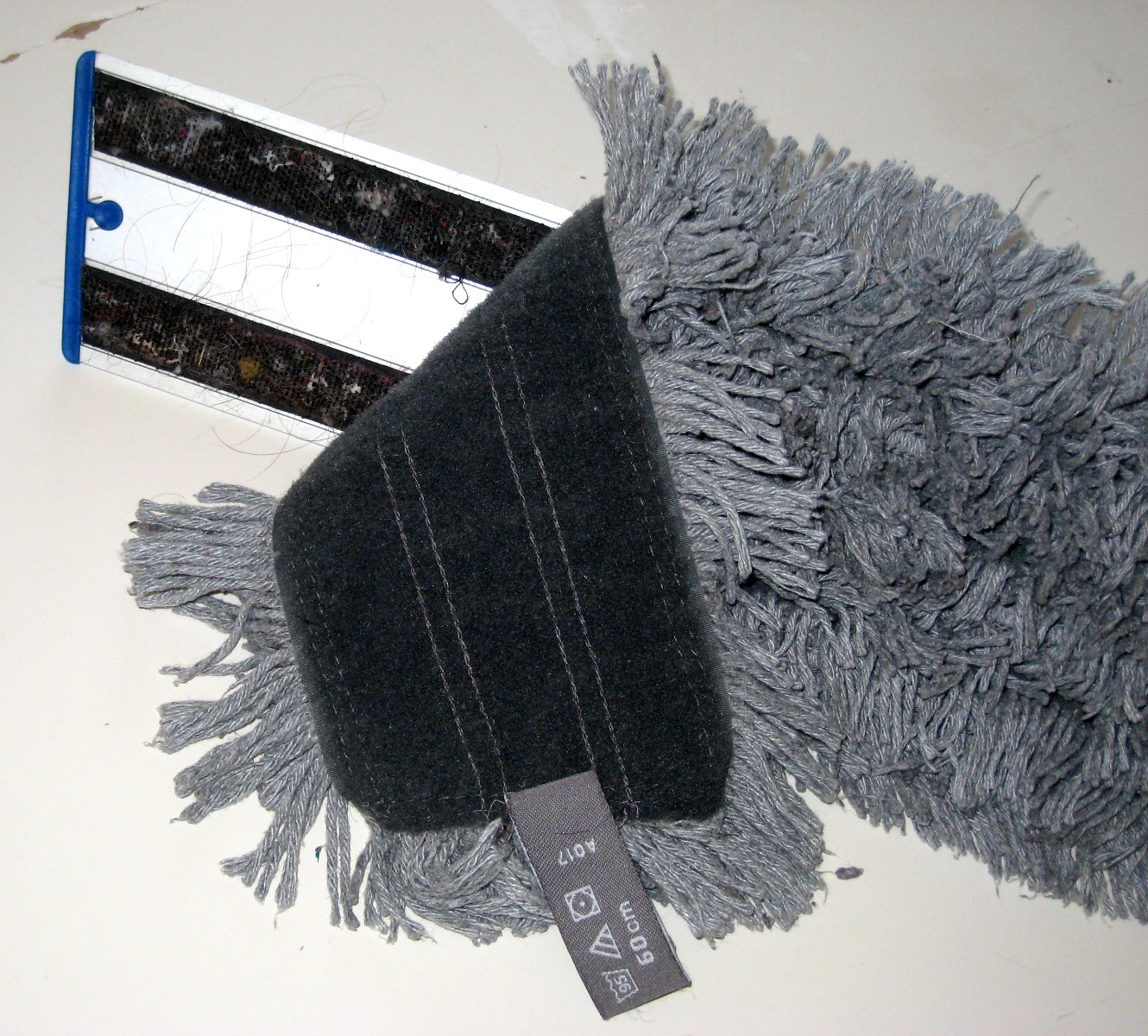
Tiràs sec amb fixació de velcro

Un tiràs per a la pols o rodable està dissenyat per a treure la porqueria seca i solta, com la pols, la sorra i brutícia en general de la superfície del sòl. És fet de fil i microfibres o de totes dues coses alhora en forma d'estoig i s'utilitza com un primer pas en la neteja del terra, com a substitut més pràctic de l'escombra o el raspall. Se'n fan servir unes de molt amples (més d'un metre d'amplada) als aeroports i estacions de tren
Els tirassos professionals consisteixen en una làmina plana de microfibra tèxtil o en unes bosses amb una superfície de fil de cotó entorxat, generalment d'uns 15 cm d'amplària, i de longituds variables (generalment 30 a 100 cm).
El tiràs pot en molts casos reemplaçar una escombra i és molt pràctic, ja que té la capacitat de mantenir una quantitat limitada de pols o sorra dins si mateix. Idealment, s'ha de rentar a màquina quan se satura amb la brutícia. Una altra opció és utilitzar una aspiradora per aspirar la pols de la superfície que va collint el tiràs, però això té una eficàcia limitada.
També hi ha disponibles tirassos d'un sol ús que es venen a certs comerços o àmpliament per internet.

## Mànecs i muntatge

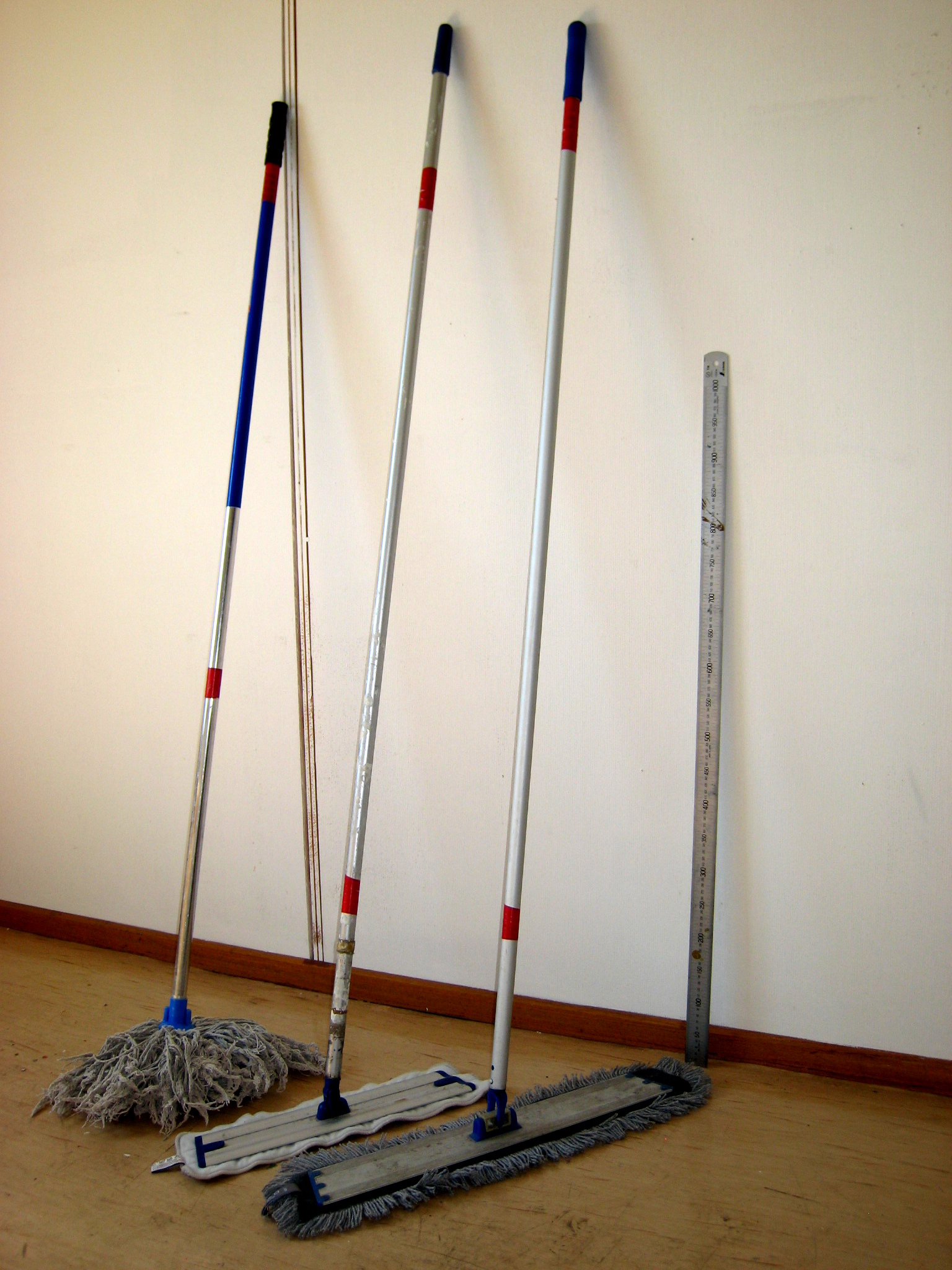
D'esquerra a dreta: Tiràs de mànec d'alumini, tiràs semi-humit amb mànec d'alumini fixació amb velcro (50 cm), tiràs sec amb mànec d'alumini fixació amb velcro (60 cm), s'inclou l'escala com a referència.

Un mànec de tiràs es compon d'una peça llarga de fusta o tub d'alumini amb un muntatge específic per al tiràs. El mànec pot anar connectat al cos del tiràs de diferents maneres:
* Tipus perxa (amb fils lligats sobre la perxa clàssica)
* Velcro (com en molts tirassos professionals)
* Bossa (com passa amb moltes tirassos professionals)
* Abraçadora
* Ungles de plàstic